# Nick Frost (rugby à XV)
Pour les articles homonymes, voir Frost.
Ne doit pas être confondu avec l'acteur Nick Frost
Pas d'image ? Cliquez ici

a Compétitions nationales et continentales officielles uniquement.

b Matchs officiels uniquement.
Dernière mise à jour le 1 août 2024.
Nick Frost, né le 10 octobre 1999 à Sydney (Australie), est un joueur international australien de rugby à XV évoluant au poste de deuxième ligne. Il joue avec la franchise des Brumbies en Super Rugby depuis 2020.

## Biographie

### Jeunesse et formation
Nick Frost naît à Sydney, et grandit dans le quartier de Berowra,. Son père Steve, est un ancien joueur de rugby, et travaille auprès de la fédération australienne de rugby à XV.
Frost commence par pratiquer le sauvetage sportif, l'athlétisme et la gymnastique lors de son enfance,. Dans la première discipline, il parvient à remporter un titre de champion d'État. En athlétisme, il se spécialise dans les épreuves de lancer du disque et 110 mètres haies. Il détient le record de son État en lancer de disque, et termine deuxième du championnat national junior de cette discipline en 2015. Lors de la même compétition, il remporte la médaille d'or lors de l'épreuve de pentathlon,.
À côté de ces sports individuels, il pratique également le basket-ball et le rugby à XV avec son lycée de la Knox Grammar School (en) de Sydney. Il parvient à jouer avec les sélections de Nouvelle-Galles du Sud dans ces deux sports,.
À l'âge de 16 ans, il est contraint de faire un choix quant à la discipline sportive dans laquelle il doit se spécialiser, afin d'envisager une future carrière professionnelle. Il abandonne alors de la basket-ball, avant qu'une blessure à l'épaule lui fasse également arrêter l'athlétisme. Focalisé sur le rugby à partir de ce moment là, il représente la sélection scolaire australienne (en) en 2017, et affronte les sélections néo-zélandaise et fidjienne.
Par ses performances en rugby à XV, mais aussi ses accomplissements dans les autres sports, Frost est un joueur très convoité alors que son parcours scolaire touche à sa fin. Il décline ainsi une offre de la part de l'équipe de football australien des Sydney Swans, qui souhaite alors le recruter malgré sa totale inexpérience dans ce sport. Il reçoit aussi des propositions par la franchise de rugby à XV locale des Waratahs, ainsi que par les équipes néo-zélandaises des Chiefs et des Crusaders, et du club anglais des Saracens. Il fait alors le choix controversé de rejoindre l'Academy (centre de formation) des Crusaders immédiatement après avoir terminé le lycée,. Il fait ce choix considérant l'excellente réputation de la formation de la franchise basée à Christchurch. Ce départ en Nouvelle-Zélande est particulièrement commenté en Australie, où il est vu comme un échec pour la formation locale, et fait débat par rapport à la position de son père au sein de la fédération australienne,.
En Nouvelle-Zélande, il joue d'abord avec l'équipe des moins de 19 ans de Canterbury dans le championnat provincial junior 2018,. Son équipe termine finaliste de la compétition. Frost joue également avec les Crusaders Knights (équipe espoir des Crusaders) en 2019,. Il ne fait alors pas partie de l'effectif professionnel de Crusaders, mais a l'occasion de côtoyer des joueurs expérimentés à son poste, comme Sam Whitelock ou Luke Romano.

### Début de carrière à Canberra (depuis 2019)
En mai 2019, après dix-huit mois en Nouvelle-Zélande, Nick Frost décide de rentrer dans son pays natal et s'engage pour deux saisons avec la franchise des Brumbies à partir de 2020,. Son recrutement fait suite aux départs des internationaux Rory Arnold et Sam Carter de l'équipe basée à Canberra.
Dans la foulée de son retour en Australie, il est retenu avec l'équipe d'Australie des moins de 20 ans en mai 2019 pour disputer le championnat du monde junior 2019 en Argentine. Il dispute cinq matchs lors de la compétition, dont une titularisation. Il se fait particulièrement remarquer lors d'un match contre l'Irlande, où il inscrit deux essais, dont un sur un exploit personnel et un sprint de 70 m,. Lors de la compétition, les Junior Wallabies échouent en finale contre la France.
Avant de débuter avec les Brumbies, il dispute la saison 2019 de National Rugby Championship (NRC) avec les Canberra Vikings. Il joue son premier match au niveau professionnel le 31 août 2019 contre les Melbourne Rising, en tant que remplaçant. Il enchaîne ensuite quatre matchs comme remplaçant, avant de connaître sa première titularisation en octobre,. Il est ensuite titulaire jusqu'à la fin de saison, et dispute avec son équipe la finale de la compétition, que son équipe perd face à la Western Force,.
Avec les Brumbies, il joue son premier match de Super Rugby le 7 février 2020 contre les Melbourne Rebels,. Il ne joue que deux matchs avec cette équipe avant que la saison ne soit interrompue à cause de la pandémie de Covid-19. À la reprise des compétitions, il joue cinq matchs en Super Rugby AU, dont trois titularisations,. Il dispute la finale de la compétition, que son équipe gagne face aux Queensland Reds,.
Il poursuit sur sa lancée en 2021, mais reste lors de la première partie de saison principalement remplaçant derrière l'attelage Darcy Swain - Cadeyrn Neville,. Son équipe atteint une nouvelle fois la finale du Super Rugby AU où, à l'issue d'une affiche identique à l'année précédente, son équipe s'incline et termine deuxième de la compétition. Il profite ensuite de la blessure de Neville pour s'imposer comme un titulaire en seconde ligne lors du Super Rugby Trans-Tasman. Il prolonge alors son contrat avec les Brumbies pour une saison supplémentaire.
Il est sélectionné pour la première fois avec les Wallabies en juillet 2021 par le sélectionneur Dave Rennie pour préparer le Rugby Championship 2021,. Il ne joue cependant aucun match.
En 2022, il fait une saison complète avec les Brumbies, et il considéré comme l'un des meilleurs joueurs australien à son poste. Il reçoit alors une offre pour un contrat extrêmement lucratif pour jouer dans le championnat japonais, qu'il accepte dans un premier temps, avant de se retracter,. Il prolonge dans la foulée son contrat pour trois saisons supplémentaires, soit jusqu'en 2025.
En juin 2022, il est une nouvelle fois sélectionné avec les Wallabies afin de préparer la série de test-matchs contre l'Angleterre. Non-retenu pour le premier test, il profite de la suspension de son coéquipier Darcy Swain pour obtenir sa première cape internationale le 9 juillet 2022 à Brisbane, en tant que remplaçant. Une semaine plus tard, la blessure de Cadeyrn Neville le propulse comme titulaire pour le troisième et dernier match de la série.
En juin 2023, il est sélectionné en équipe nationale par Eddie Jones pour participer au Rugby Championship 2023. Le 10 août 2023, il est annoncé au sein du groupe australien de 33 joueurs sélectionnés pour disputer la Coupe du monde 2023 en France. Il joue trois matchs lors de la compétition.

## Palmarès

### En club
- Finaliste du National Rugby Championship en 2019 avec les Canberra Vikings.
- Vainqueur du Super Rugby AU en 2020 avec les Brumbies.
- Finaliste du Super Rugby AU en 2021 avec les Brumbies.

## Statistiques
Au 1er juin 2025, Nick Frost compte 25 capes en équipe d'Australie, dont 20 en tant que titulaire et 1 essai soit 5 points, depuis le 9 juillet 2022 contre l'Angleterre à Brisbane.
Il participe à deux éditions du Rugby Championship, en 2022 et 2023. Il dispute cinq rencontres dans cette compétition.